# Dušan Basta
Dušan Basta - em sérvio, Душан Баста - (Belgrado, 18 de agosto de 1984) é um ex-futebolista sérvio que atuava como lateral-direito.

## Carreira
Basta representou a Seleção Servo-Montenegrina de Futebol na Copa do Mundo de 2006.

## Títulos
Estrela Vermelha
- Campeonato Sérvio: 2007
- Copa da Sérvia: 2007
- Campeonato Sérvio-Montenegrino:  2006
- Copa da Sérvia e Montenegro: 2006
- Copa da Iugoslávia: 2002

Lazio
- Supercopa da Itália: 2017, 2019
- Copa da Itália: 2018–19